# Alois Oliva
Alois Oliva (12. července 1822 Kutná Hora – 21. prosince 1899 Praha) byl český velkoobchodník, pražský komunální politik, zemský i říšský poslanec a mecenáš, zakladatel Olivovy nadace.

## Život

### Podnikatelské a veřejné aktivity
Pocházel z původně bohaté měšťanské rodiny, která zchudla nešťastným požárem a změnou zákonů. Rodiče mu ale přesto zajistili kvalitní vzdělání. Po absolvování gymnázia v Drážďanech, kde bydlel u příbuzných, se začal věnovat obchodu. Roku 1837 nastoupil jako praktikant do podniku Urfus & Ribl a brzy se osvědčil tak, že ho v roce 1842 jako dvacetiletého jmenovali prokuristou. V této pozici zůstal až do reorganizace firmy. Pak se stal hlavním účetním, prokuristou a později i společníkem v cukrovaru J. Dinglera na Ruzyni. V roce 1864 si založil vlastní úspěšný komisionářský obchod s cukrem v Praze, který řídil až do roku 1883 (kdy odešel ze zdravotních důvodů).
Vedle podnikání se účastnil veřejného života, zejména v hospodářské oblasti. Od roku 1863 byl členem městského zastupitelstva v Praze a později i městské rady. V této funkci dohlížel na účetnictví obecní plynárny a na provoz městské školy u sv. Jindřicha, kterou podporoval i finančně. Za činnost v pražské obci získal roku 1866 rytířský Řád císaře Františka Josefa.
Vstoupil i do Jednoty průmyslové a po čase se stal jejím hlavním ředitelem. Pomáhal zřizovat Průmyslovou banku a byl jmenován starostou obchodního spolku Merkur. Byl i spoluzakladatelem pražské burzy.
Byl členem výboru družstva Prozatímního divadla, ve kterém byl hlavním odpůrcem uměleckého ředitele opery a prvního kapelníka Bedřicha Smetany, jehož navrhoval nahradit Janem Nepomukem Maýrem.

### Politické aktivity
Roku 1865 byl také zvolen poslancem Českého zemského sněmu. V srpnu 1868 patřil mezi 81 signatářů státoprávní deklarace českých poslanců, v níž česká politická reprezentace odmítla centralistické směřování státu a hájila české státní právo.
Politicky se řadil ke staročechům. V prvních přímých volbách do Říšské rady roku 1873 získal i mandát v Říšské radě (celostátní zákonodárný sbor), kde reprezentoval městskou kurii, obvod Karlín, Vyšehrad, Smíchov atd. V souladu s tehdejší českou opoziční politikou pasivní rezistence ale mandát nepřevzal a do sněmovny se nedostavil, čímž byl jeho mandát i přes opakované zvolení prohlášen za zaniklý.
V roce 1879 Eduard Taaffe, tehdy představitel konzervativního německorakouského tábora, inicioval jednání s českou opozicí (liberální i šlechtickou), na jejichž konci byl český vstup na Říšskou radu, zahájení aktivní politiky a přechod Čechů do provládního tábora. Ve volbách do Říšské rady roku 1879 tak Oliva nastoupil za městskou kurii obvod Karlín, Vyšehrad atd. do sněmovny a nyní mandát převzal. Rezignaci na poslanecký mandát oznámil 30. listopadu 1880.
Po volbách v roce 1879 se na Říšské radě připojil k Českému klubu (jednotné parlamentní zastoupení, do kterého se sdružili staročeši, mladočeši, česká konzervativní šlechta a moravští národní poslanci).

### Dobročinnost

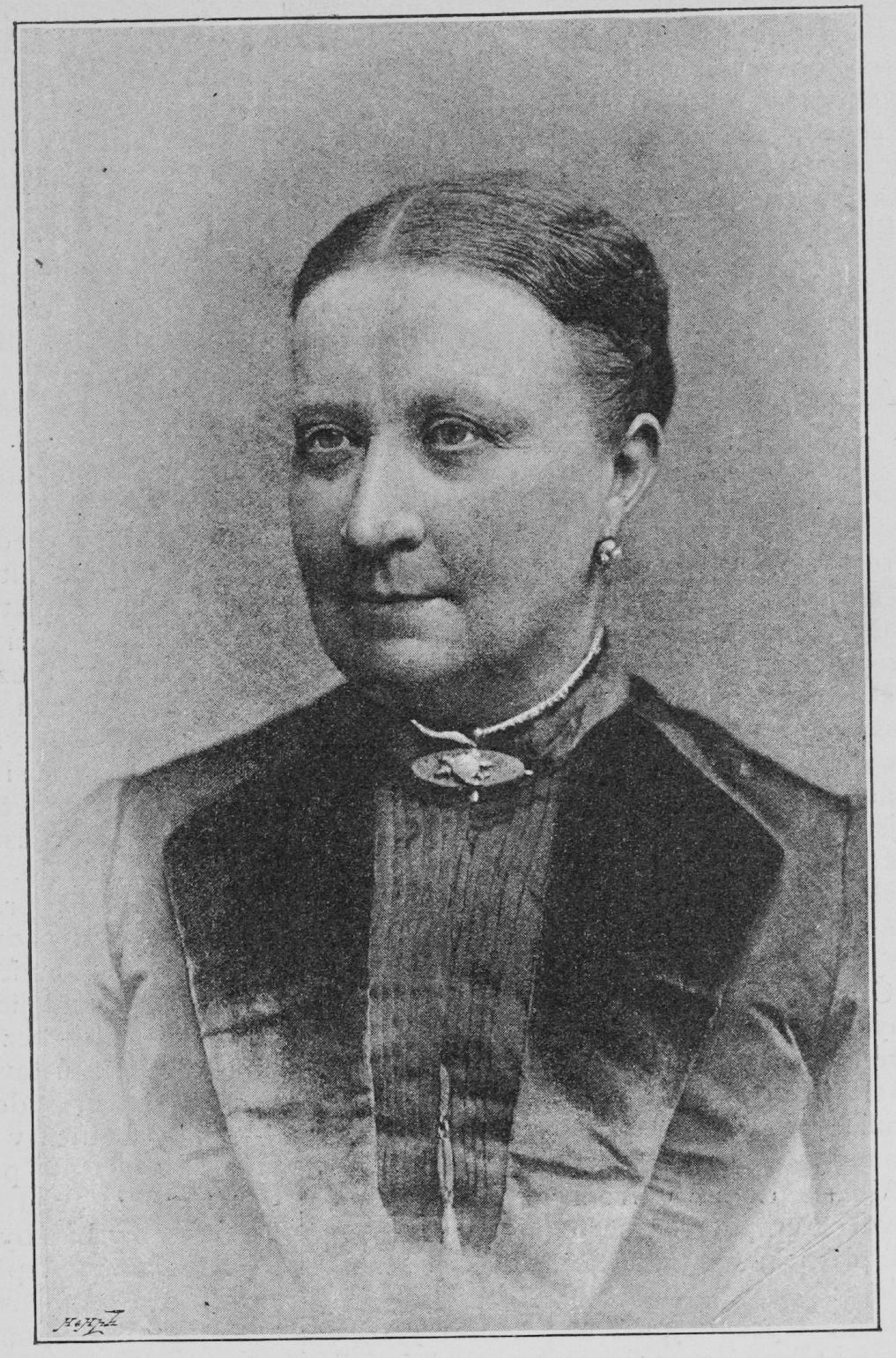
Louisa Olivová (1890)

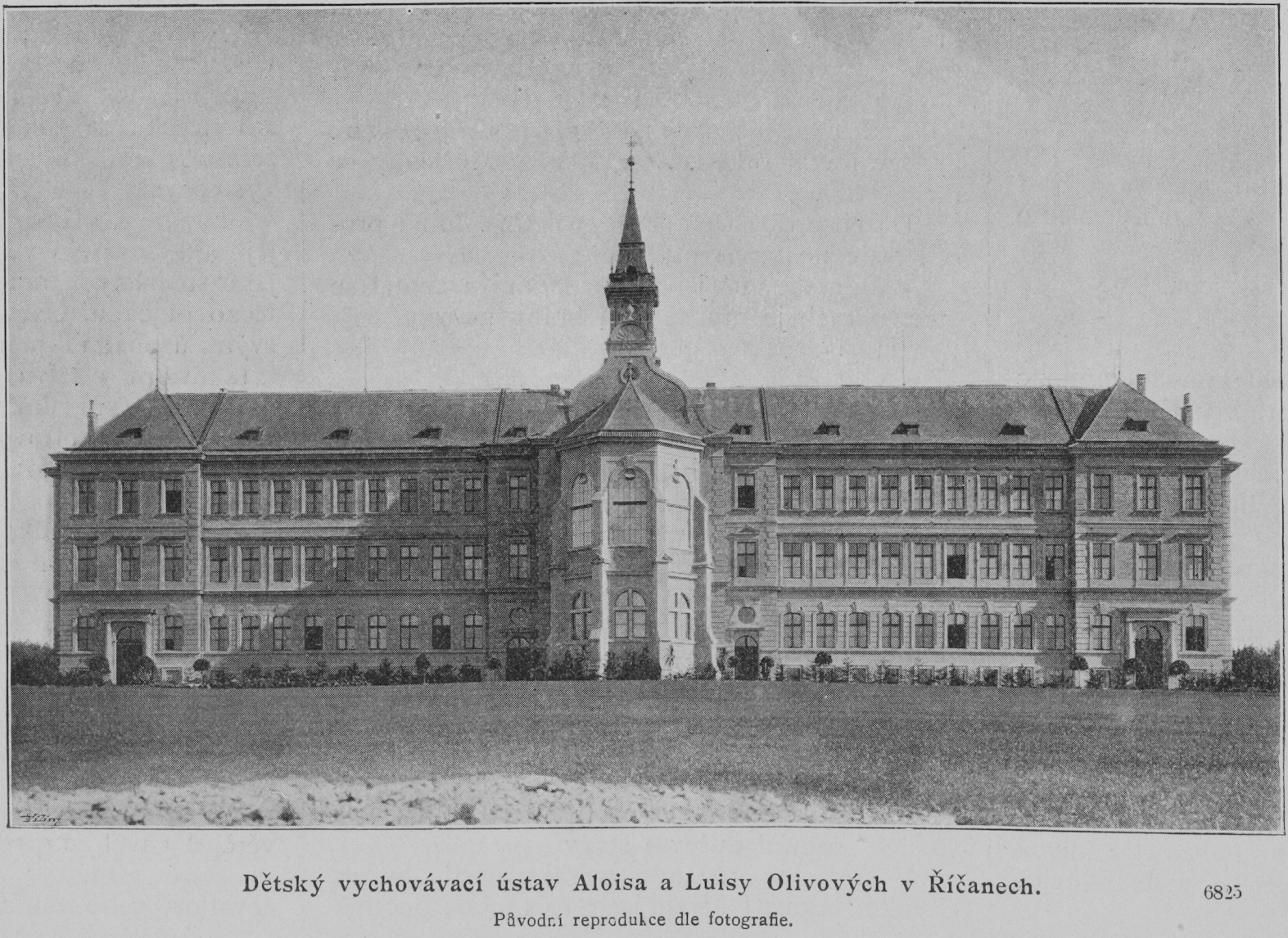
Vychovatelna Olivových (1896)

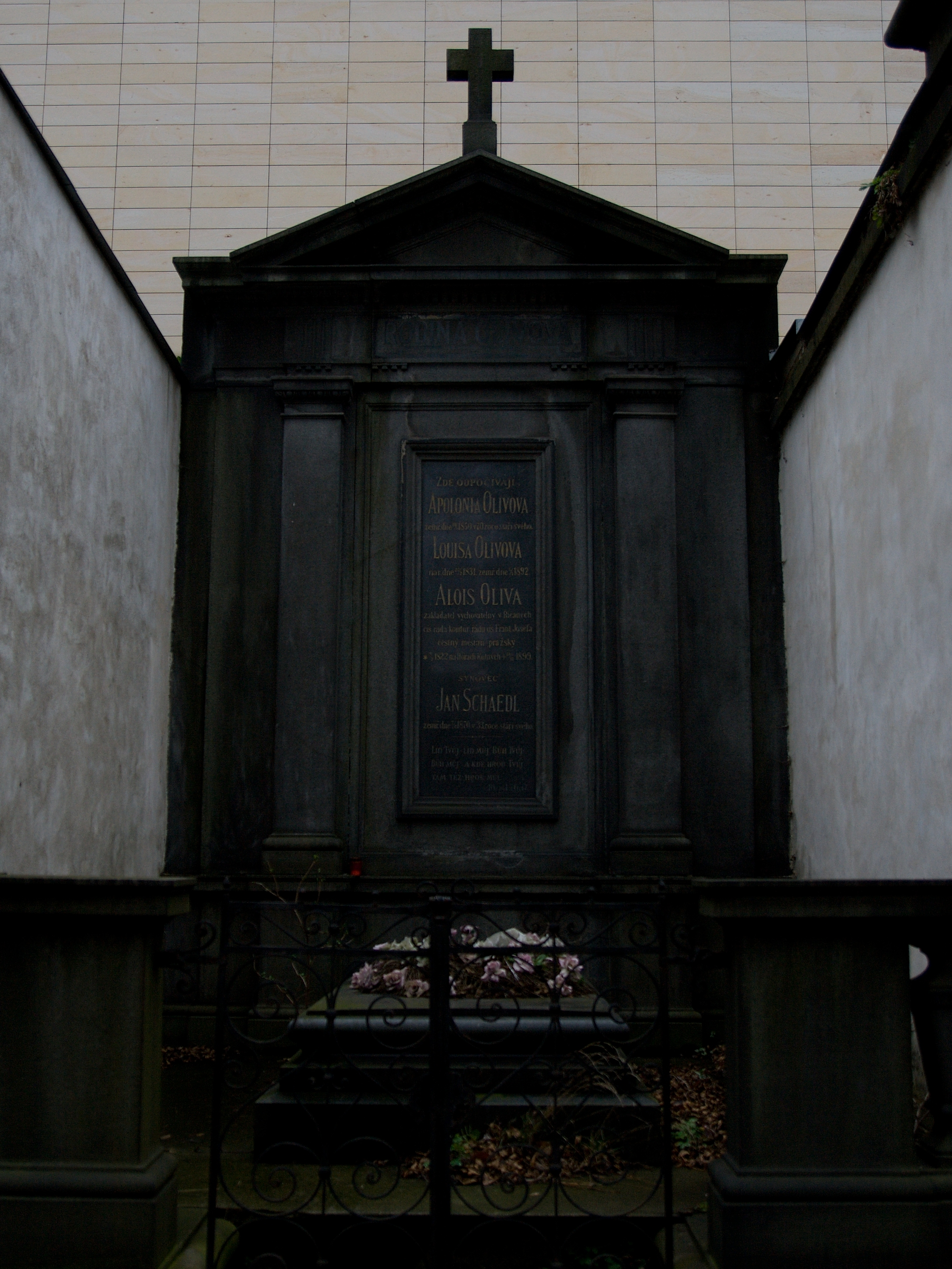
Hrobka rodiny Olivovy na Olšanských hřbitovech

Oliva byl dlouhá léta známý jako mecenáš umění a dobročinných spolků. Vlastní děti neměl, a tak s manželkou Louisou podporoval výchovu dětí z chudých rodin. 15. června 1890 věnovali u příležitosti sňatku arcikněžny Marie Valerie dva své domy v centru Prahy – Na příkopě 573 a 957 (průchod na Ovocný trh) pražské obci s tím, aby všechny výnosy z těchto budov po jejich smrti byly použity na financování nově zřízené vychovatelny pro zanedbané děti. Zařízení se mělo jmenovat „Dětský vychovací ústav Aloisa a Louisy Olivových – Vychovatelna Olivových“ a mělo fungovat na následujících zásadách:
- Přijímány měly být především děti tak zpustlé a morálně pokleslé, že by nemohly být vzdělávány na běžných školách. Nesměly být ovšem blbé. Výraz je doslovně citován z dobového tisku a znamená „slabost rozumu, nedostatek duševních schopností“.[12] Případná volná místa mělo být možné obsadit méně narušenými jedinci, popřípadě chudými sirotky.[11]
- Zařízení bylo určeno pouze pro státní příslušníky Království českého, přičemž přednost měly pražské děti.[11]
- Děti z chudých rodin se přijímaly bezplatně, od bohatých se vybíral poplatek stanovený pražským zastupitelstvem.[11]
- Poměr dívek a chlapců v ústavu měl být 2:1.[11]
- Výchova měla být zaměřena na získání praktických zkušeností, zejména řemeslných dovedností, které by umožnily chovancům po propuštění soběstačný život. Výuka se měla provádět, s výjimkou vyššího vzdělání, přímo v ústavu.[11]
- Chovanci mohli pobývat v ústavu do 18 let. Výjimku bylo možné povolit pro zvlášť nadané, kteří mohli zůstat i po dobu studia, nejdéle ale do 21. (dívky) nebo 24. roku (chlapci).[11]
- Součástí výchovy mělo být i náboženství, a to podle vyznání, ke kterému se dítě hlásilo. Přijaty proto mohly být jen děti křesťanské.[11]
- Výchova měla probíhat v češtině, s výukou němčiny jako druhého jazyka.[11]

Městská rada tento dar s radostí přijala a rozhodla se vyplácet po následujících pět let každoročně 10.000 zlatých na úhradu počátečních nákladů spojených s nákupem pozemku a výstavbou budov. Z vděčnosti také přejmenovala pražskou ulici, v níž dárce žil, na Olivovu (předtím se jmenovala Sirotčí). Svým darem se Olivovi zařadili mezi největší mecenáše své doby, jakými byli Anna Náprstková a Josef Hlávka.
Počátkem roku 1892, po smrti manželky, dal Alois Oliva souhlas se zahájením prací. Koupil parcelu u Říčan za 15.846 zlatých a na stavbu přispěl dalšími 50.000 zlatých. Provedení bylo zadáno architektu Kaurovi, vrchnímu inženýru Taťounovi a stavitelům Romováčkovi a Fialkovi. Vnějším vzhledem měla budova připomínat palác s věží, vnitřní uspořádání mělo být podřízeno potřebám moderního výchovného ústavu (kaple, tělocvična, jídelna, učebny, dílny, ložnice, umývárny apod.).
Ústav byl slavnostně otevřen v neděli 18. října 1896 za přítomnosti pražského starosty Čeňka Gregora, jeho náměstka Vladimíra Srba, zakladatele Aloise Olivy, zemského školního inspektora Procházky, zástupců vlasteneckých spolků, představitelů okolních obcí i mnoha občanů. Starosta poděkoval zakladateli, promluvil k novému řediteli, učitelům i chovancům a slovy „Otvírám tímto ústav manželů Olivových“ oficiálně zahájil provoz. Alois Oliva pak poděkoval sboru obecních starších hl. m. Prahy i komisi pro stavbu za podporu, oslovil učitele a předal 100 zlatých říčanskému starostovi pro chudé v jeho městě. Nakonec zazpívali členové říčanského sboru společně s několika členy Hlaholu a přítomní kněží vysvětili budovu. Do ústavu téhož dne nastoupilo prvních 14 chlapců a 18 dívek, s tím, že kapacita umožňovala zvýšit jejich počet na 120.
Vychovatelna s mnoha obměnami (ve způsobu využití i v právní formě) vydržela dodnes. V současnosti (rok 2010) existuje jak obnovená Olivova nadace, tak Olivovna – Olivova dětská léčebna pro onemocnění dýchacích cest, svalového ústrojí a obezitu v Říčanech.
Po Olivově smrti v roce 1899 zavládlo mírné zklamání, protože řada lidí očekávala, že většinu svého majetku (odhadovaného na miliony zlatých) odkáže na veřejně prospěšné účely. Hlavním dědicem se ale nakonec stali příbuzní jeho manželky, která zemřela roku 1892. To souviselo s velkými očekáváními, která svou předchozí činností vyvolal. Současníci si toho byli vědomi a za příspěvek k výchově dětí i další sponzorské dary si Oliva právem zasloužil jejich vděk.

### Úmrtí
Alois Oliva zemřel 21. prosince 1899 v Praze a spolu s rodinou je pohřben v hrobce na Olšanských hřbitovech.

## Vyznamenání
- Řád Františka Josefa V. třída: rytíř 1866